# Shakatak
A Shakatak egy brit jazz-funk együttes.

## Pályakép
A zenekart Bill Sharpe, Nigel Wright, Roger Odell és Keith Winter alapította 1980-ban. A zenekar neve egy soho-i lemezboltból származik. A Passion Records  tulajdonosa hozta létre. Ők voltak az elsők, érdeklődést mutatott az első kislemez iránt.
A Shakatak számos slágerlistás számot szerzett, köztük két top 10-es slágert a „Night Birds”-öt (1982) és a „Down on the Street” (1984), valamint 12 bejegyzést a Guinness Book of British Hit Singlesen. A zenekar ma is aktív és népszerű, különösen Japánban és a Távol-Keleten. Általában kétévente készítenek új albumot a JVC-nél. Az 1980-as megjelenésüktől kezdve a zenekar lemezei rendszeresen felkerülnek a slágerlistákra.
Az 1981-es „Easier Said Than Done” kislemez kiadása volt az első a Top húszas listán. A szám tizenhét hétig maradt a brit kislemezlistán. A folytatás, a „Night Birds” (1982) volt az első kislemezük, amely elérte a legjobb tízet. A Shakatak album az első aranylemezük lett. Shakatak Japánban, és Európa-szerte és Dél-Amerikában érdeklődést váltott ki. A „Night Birds” a 2009-es „Away We Go” című játékfilmben is megszólalt.
Két további album – az Invitations és az Out of This World – került rögzítésre 1982-ben és 1983-ban, aminek eredményeként több további sláger is született, és megnyitotta az utat a következő nagy áttörés előtt a banda karrierjében.
Az együttes második élő albumát (Live!, 1985) Tokióban és Londonban is rögzítettek. 1988-ban Shakatakot bízták meg az 1988-as Kenwood Cup jachtverseny hivatalos dalának megírásával „Racing with the Wind” címmel − amelyet japán Kenwood reklámokban is használtak.
Az 1990-es években a Shakatak sikereket ért el az Egyesült Államokban is. Két albumuk a kortárs dzsesszlisták 1. helyére került, és hat éve a legjobb nemzetközi instrumentális albumnak járó Japán Grammy-díjjal is díjazták. A Shakatak továbbra is rendszeresen fellép szerte a világon (Jakarta International Java Jazz Festival, Bangkok Jazz Festival, Hua Hin Jazz Festival, Bratislava Jazz Days). Évente fellépnek a japán Billboard Clubokban és a londoni Pizza Express Jazz Roomban.
A zenekar 2020-ben ünnepelte fennállásának negyvenedik évfordulóját. A negyvenedik évforduló megünneplésére a Secret Records gondozásában megjelent a 3 CD-ből és DVD-ből álló dobozos „All Around The World 40th Anniversary” című pompás csomag.

## Alapító tagok
- Bill Sharpe, Nigel Wright, Roger Odell, Keith Winter

## Jelenlegi tagok
- Jill Saward – ének, ütőhangszerek, fuvola
- Bill Sharpe – billentyűs
- Roger Odell – dobok
- George Anderson – bőgő
- Keith Winter – gitár, vokál

## Stúdióalbumok
- 1982: Drivin’ Hard, Night Birds, Invitations (3 album)
- 1983: Out of This World
- 1984: Down on the Street
- 1985: City Rhythm
- 1988: Manic & Cool

## Albumok
- https://en.wikipedia.org/wiki/Shakatak_discography